# Dornier Aviation Nigeria
Dornier Aviation Nigeria es una aerolínea con base en Kaduna, Nigeria. Opera aviones Dornier en Nigeria en vuelos regulares y chárter, así mismo posee un centro de mantenimiento. También efectúa vuelos agrícolas, de fotografía aérea y de evacuación médica de emergencia. Su principal base de operaciones es el Aeropuerto de Kaduna, con centros secundarios en el Aeropuerto Internacional de Port Harcourt, el Aeropuerto Internacional Nnamdi Azikiwe, en Abuya y el Aeropuerto Internacional Murtala Mohammed, en Lagos.

## Historia
Fue fundada en 1979 y tiene 207 empleados (en marzo de 2007).

## Destinos
Dornier Aviation Nigeria no efectúa vuelos regulares.

## Flota
La flota de Dornier Aviation Nigeria incluye los siguientes aviones (en marzo de 2007):
- 14 Dornier 228-212
- 1 Dornier 328-110